# Rehab (chanson de Rihanna)
Pour les articles homonymes, voir Rehab.
Singles de Rihanna
Live Your Life
(2008) Run This Town
(2009)
Pistes de Good Girl Gone Bad
Lemme Get That Question Existing
Rehab est la dixième chanson et le septième single de l'album Good Girl Gone Bad (2007) de la chanteuse Rihanna. Cette chanson a été écrite par Justin Timberlake, Timbaland et Hannon Lane.
La voix de Justin Timberlake est présente en fond de la chanson.

## Titres
1. Rehab [Main Version] — 4 min 55
2. Rehab [Instrumental] — 4 min 55
3. Rehab [Live from MEN Arena, UK, December 6th 2007] — 4 min 49